# サルバドール・カルモナ
サルバドール・カルモナ（José Salvador Carmona Álvarez、1975年8月22日 - ）は、メキシコの元サッカー選手。元メキシコ代表。ポジションはディフェンダー。

## 来歴
1996年にメキシコ代表デビュー。1998 CONCACAFゴールドカップでは4試合に出場し優勝、1998 FIFAワールドカップにも2試合に出場した。その後、FIFAコンフェデレーションズカップ1999では全5試合に出場し優勝した。2002 FIFAワールドカップでは全4試合に出場した。2003 CONCACAFゴールドカップでも全5試合に出場し優勝した。2005年までに83試合に出場した。

## 代表歴

### 出場大会
- メキシコ代表
  - 1998 FIFAワールドカップ
  - 2002 FIFAワールドカップ

### 試合数
- 国際Aマッチ 83試合 0得点（1996年-2005年）[1]

| メキシコ代表 | 国際Aマッチ | 国際Aマッチ |
| 年           | 出場        | 得点        |
| ------------ | ----------- | ----------- |
| 1996         | 1           | 0           |
| 1997         | 3           | 0           |
| 1998         | 12          | 0           |
| 1999         | 21          | 0           |
| 2000         | 6           | 0           |
| 2001         | 6           | 0           |
| 2002         | 7           | 0           |
| 2003         | 13          | 0           |
| 2004         | 6           | 0           |
| 2005         | 8           | 0           |
| 通算         | 83          | 0           |